# 변혁 (영화 감독)
변혁(1966년 ~ )은 대한민국의 영화 감독이자 각본가이다. 영어 이름은 대니얼 H. 변(Daniel H. Byun)이다.
1997년에 La Femis를 졸업했다.

## 감독/참여 작품
- 도그마 95
- 인터뷰 (2000년 영화)
- 주홍글씨 (2004년 영화)
- 오감도 (영화)
- 상류사회 (2018년 영화)